# Gary Anthony Williams
Gary Anthony Williams (Fayetteville, 14 marzo 1966) è un attore e doppiatore statunitense.

## Biografia
Nato a Fayetteville, in Georgia, Williams fu coinvolto in teatro, commedia e televisione ad Atlanta, dove recitò al Georgia Shakespeare Festival, interpretando e scrivendo per Agatha: A Taste of Mystery e essendo un membro di lunga data dei Laughing Matters. Williams ha avuto ruoli ricorrenti nella serie televisiva Io volerò via e L'ispettore Tibbs, entrambi girati nella zona di Atlanta. Si trasferì a Los Angeles nel 1998.

## Filmografia parziale

### Cinema
- Benvenuti a Radioland (Radioland Murders), regia di Mel Smith (1994)
- Mezzanotte nel giardino del bene e del male (Midnight in the Garden of Good and Evil), regia di Clint Eastwood (1997)
- Giorni contati - End of Days (End of Days), regia di Peter Hyams (1999)
- Undercover Brother, regia di Malcolm D. Lee (2002)
- American Trip - Il primo viaggio non si scorda mai (Harold & Kumar Go to White Castle), regia di Danny Leiner (2004)
- Soul Plane - Pazzi in aeroplano (Soul Plane), regia di Jessy Terrero (2004)
- The Factory - Lotta contro il tempo (The Factory), regia di Morgan O'Neill
- House Party - La grande festa (House Party: Tonight's the Night), regia di Darin Scott (2013)
- Gli stagisti (The Internship), regia di Shawn Levy (2013)
- Tartarughe Ninja - Fuori dall'ombra (Teenage Mutant Ninja Turtles: Out of the Shadows), regia di Dave Green (2016)
- I Don't Feel at Home in This World Anymore, regia di Macon Blair (2017)
- Natale... di nuovo?! (Christmas.. Again?!), regia di Andy Fickman (2021)

### Televisione
- L'ispettore Tibbs (In the Heat of the Night) – serie TV, 2 episodi (1990-1992)
- Il cliente (The Client) – serie TV, un episodio (1995)
- Profiler - Intuizioni mortali (Profiler) – serie TV, 2 episodi (1996-1999)
- Amanda Show (The Amanda Show) – serie TV, 4 episodi (1999-2000)
- Malcolm (Malcolm in the Middle) – serie TV, 18 episodi (2000-2006)
- NYPD - New York Police Department (NYPD Blue) – serie TV, un episodio (2001)
- Strepitose Parkers (The Parkers) – serie TV, un episodio (2002)
- CSI - Scena del crimine (CSI: Crime Scene Investigation) – serie TV, un episodio (2003)
- Joan of Arcadia – serie TV, un episodio (2004)
- Reno 911! – serie TV, 7 episodi (2004-2022)
- Boston Legal – serie TV, 36 episodi (2006-2008)
- Saul of the Mole Men – serie TV, 10 episodi (2007)
- Desperate Housewives – serie TV, 2 episodi (2009)
- How I Met Your Mother – serie TV, un episodio (2010)
- Hot in Cleveland – serie TV, un episodio (2010)
- Weeds – serie TV, 3 episodi (2011)
- Workaholics – serie TV, un episodio (2011)
- Happy Endings – serie TV, un episodio (2011)
- The Soul Man – serie TV, 12 episodi (2012-2016)
- Mike & Molly – serie TV, un episodio (2014)
- Men at Work – serie TV, un episodio (2014)
- Baby Daddy – serie TV, un episodio (2014)
- Benched - Difesa d'ufficio (Benched) – serie TV, 3 episodi (2014)
- Due uomini e mezzo (Two and a Half Men) – serie TV, un episodio (2015)
- Wrecked – serie TV, un episodio (2015)
- I Thunderman (The Thundermans) – serie TV, un episodio (2017)
- Idiotsitter – serie TV, 4 episodi (2017)
- Curb Your Enthusiasm – serie TV, un episodio (2017)
- Papà a tempo pieno (Man with a Plan) – serie TV, un episodio (2017)
- SMILF – serie TV, 2 episodi (2017-2019)
- I'm Sorry – serie TV, 10 episodi (2017-2017)
- The Neighborhood – serie TV, 5 episodi (2018-2023)
- Mom – serie TV, un episodio (2019)
- The Crew - serie TV, 10 episodi (2021)

## Doppiaggio (parziale)
- La voce del cigno (The Trumpet of the Swan), regia di Richard Rich (2000)
- Men in Black – serie TV, un episodio (2000)
- La famiglia della giungla (The Wild Thornberrys) – serie TV, un episodio (2001)
- Stroker & Hoop – serie TV, 6 episodi (2005)
- Yakuza (2005)
- The Boondocks – serie TV, 55 episodi (2005-2014)
- Curioso come George (Curious George) – serie TV, 2 episodi (2007-2009)
- Chowder - Scuola di cucina (Chowder) – serie TV, un episodio (2008)
- Frisky Dingo – serie TV, 2 episodi (2008)
- Batman: The Brave and the Bold – serie TV, 3 episodi (2008-2009)
- C'è sempre il sole a Philadelphia (It's Always Sunny in Philadelphia) – serie TV, un episodio (2009)
- Agente speciale Oso (Special Agent Oso) – serie TV, 23 episodi (2009-2012)
- Avengers - I più potenti eroi della Terra (The Avengers: Earth's Mightiest Heroes) – serie TV, un episodio (2010)
- Firebreather, regia di Peter Chung (2010)
- Mad – serie TV, 29 episodi (2010-2013)
- Scooby-Doo! Mystery Incorporated – serie TV, un episodio (2011)
- Star Wars: The Clone Wars – serie TV, 3 episodi (2011)
- Kick Chiapposky - Aspirante stuntman (Kick Buttowski: Suburban Daredevil) – serie TV, 2 episodi (2011)
- Kung Fu Panda - Mitiche avventure (Kung Fu Panda: Legends of Awesomeness) – serie TV, 3 episodi (2011-2013)
- China, IL – serie TV, 16 episodi (2011-2015)
- Scooby-Doo! e il fantasma del ranch (Scooby-Doo! Shaggy's Showdown), regia di Matt Peters (2017)
- Obbligo o verità (Truth or Dare), regia di Jeff Wadlow (2018)
- Spirit - Il ribelle (Spirit Untamed), regia di Elaine Bogan (2021)
- WondLa – serie animata, 7 episodi (2024)
- Eyes of Wakanda – serie animata (2025)

## Doppiatori italiani
Nelle versioni in italiano delle opere in cui ha recitato, Gary Anthony Williams è stato doppiato da:
- Simone Mori in Malcolm (st. 3-7), Boston Legal, Gli stagisti, Natale... di nuovo?!
- Alberto Angrisano in Due uomini e mezzo, I Don't Feel at Home in This World Anymore
- Enrico Pallini in The Neighborhood
- Riccardo Peroni in Undercover Brother
- Andrea Ward in Tartarughe Ninja - Fuori dall'ombra[2]
- Toni Garrani in The Crew
- Paolo Marchese in Desperate Housewives (ep. 5x12)
- Alessandro Ballico in Desperate Housewives (ep. 6x02)
- Angelo Nicotra in Malcolm (st. 1)
- Michele Gammino in Malcolm (st. 2)
- Mario Scarabelli in How I Met Your Mother
- Marco Balzarotti in Workaholics
- Stefano Mondini in American Trip - Il primo viaggio non si scorda mai

Da doppiatore è sostituito da:
- Marco Fumarola in Obbligo o verità
- Stefano Mondini in The Boondocks
- Alberto Angrisano in China, IL